# توني بلانا
توني بلانا (بالإنجليزية: Tony Plana)، ممثل أمريكي مشهور وهو من أصل كوبي، من مواليد 19 أبريل 1952 ، وشارك في عدة أفلام، ومنها فيلم الأصدقاء الثلاثة (فيلم).

## وصلات خارجية
- توني بلانا على موقع IMDb (الإنجليزية)
- توني بلانا على موقع ألو سيني (الفرنسية)
- توني بلانا على موقع ميوزك برينز (الإنجليزية)
- توني بلانا على موقع أول موفي (الإنجليزية)
- توني بلانا على موقع قاعدة بيانات برودواي على الإنترنت (الإنجليزية)
- توني بلانا على موقع قاعدة بيانات الأفلام السويدية (السويدية)
- توني بلانا على موقع إن إن دي بي (الإنجليزية)
- توني بلانا على موقع قاعدة بيانات الفيلم (الإنجليزية)
- توني بلانا على موقع كينوبويسك (الروسية)
- Tony Plana at ميموري ألفا (a ستار تريك ويكي)
- Tony Plana on television
- East L.A. Classic Theatre